# بد پیراوارت
بد پیراوارت (به آلمانی: Bad Pirawarth) یک منطقهٔ مسکونی در اتریش است که در ناحیه گنزرندورف واقع شده‌است. بد پیراوارت ۱٬۵۴۱ نفر جمعیت دارد.